# 新疆生产建设兵团第四师六十八团
新疆生产建设兵团第四师六十八团是中华人民共和国新疆生产建设兵团第四师下辖的一个团，与新疆维吾尔自治区可克达拉市长丰镇实行“团镇合一”的管理体制。

## 行政区划
新疆生产建设兵团第四师六十八团下辖以下单位：
团部、一连、二连、三连、四连、五连、六连、七连、八连、九连、十连、十一连和十三连。